# Stora Långtjärnen, Hälsingland
Stora Långtjärnen är en sjö i Ovanåkers kommun i Hälsingland och ingår i Testeboåns huvudavrinningsområde. Sjön har en area på 0,335 kvadratkilometer och ligger 384 meter över havet. Stora Långtjärnen ligger i Stormyran-Grannäsen Natura 2000-område. Sjön avvattnas av vattendraget Testeboån (Grannäsån).

## Delavrinningsområde
Stora Långtjärnen ingår i det delavrinningsområde (678189-151167) som SMHI kallar för Utloppet av Stora Långtjärnen. Medelhöjden är 407 meter över havet och ytan är 4,82 kvadratkilometer. Det finns inga avrinningsområden uppströms utan avrinningsområdet är högsta punkten. Avrinningsområdets utflöde Testeboån (Grannäsån) mynnar i havet. Avrinningsområdet består mestadels av skog (67 procent) och sankmarker (16 procent). Avrinningsområdet har 0,39 kvadratkilometer vattenytor vilket ger det en sjöprocent på 8,1 procent.